# Dimitrij Jugoslávský
Princ Dimitrij Mikuláš Pavel Jiří Maria Jugoslávský (* 18. června 1958, Boulogne-Billancourt), známý také jako Dimitri Karageorgevich nebo Dimitrije Karađorđević, je gemolog a člen jugoslávského královského rodu. Je vnukem posledního italského krále Umberta II. a jeho manželky královny Marie Josefy. Založil klenotnickou firmu nesoucí jeho jméno, Prince Dimitri Company, a nadále působí jako její předseda a kreativní ředitel. Dříve byl seniorním viceprezidentem oddělení šperků aukční síně Sotheby's. V roce 1994 byl uveden do síně slávy mezinárodního seznamu nejlépe oblékaných.

## Život a kariéra
Princ Dimitrij se narodil v Boulogne-Billancourt ve Francii. Vyrůstal ve Versailles a navštěvoval internátní školy ve Francii a Švýcarsku. Vystudoval obchodní právo na Pařížské univerzitě a v roce 1983 se přestěhoval do New Yorku.
Nejdříve se věnoval kariéře na Wall Street. Poté se rozhodl se přesunout do šperkařství a dostal nabídku na pozici v klenotnickém oddělení Sotheby's, kde se nakonec vypracoval na seniorního viceprezidenta. Během šestnácti let v Sotheby's se stal také odhadcem a studoval gemologii. V roce 1999 začal navrhovat šperky a vydal kolekci manžetových knoflíčků z drahých kamenů, které se prodávaly v Bergdorf Goodman a Saks Fifth Avenue. Navrhl také řadu dámských šperků pro Barneys New York a Neiman Marcus. V roce 2002 se přestěhoval do aukční síně Phillips de Pury & Luxembourg, kde vedl jejich oddělení šperků. V roce 2007 založil s obchodním partnerem Toddem Morleyem společnost Prince Dimitri Company, která otevřela salon na Manhattanu. Jeho šperky byly také prodány v aukci Christie's.

## Rodina
Princ Dimitrij a princ Michael Jugoslávský jsou prvními dvojčaty, která se narodila princi Alexandrovi Jugoslávskému a jeho první manželce, princezně Marii Pie Savojské, nejstarší dceři Umberta II. Italského. Maria Pia měla v roce 1963 podruhé dvojčata, prince Sergeje a princeznu Helene Jugoslávskou. Mají mladšího nevlastního bratra, prince Dušana Jugoslávského, z otcova druhého manželství s princeznou Barbarou Lichtenštejnskou.

## Vyznamenání
- Karađorđevićové: Rytíř velkodůstojníka Řádu hvězdy Karadjordjevićů[3]
- Savojští: Rytíř Řádu zvěstování
- Savojští: Rytíř velkokříže Řádu svatých Mořice a Lazara

## Původ
Jeho otec byl prostřednictvím své matky bratrancem prince Edwarda, vévoda z Kentu, princezny Alexandry, ctihodné lady Ogilvy a prince Michaela z Kentu. Byl také bratrancem z druhého kolene královny Sofie Španělské a krále Karla III., což z Dimitrije dělá bratrance z třetího kolene Filipa VI. Španělského a Williama, prince z Walesu. Jeho otec byl také bratrancem ze třetího kolene korunního prince Alexandra Jugoslávského, Markéty II. Dánské a Haralda V. Norského. Prostřednictvím svého dědečka z otcovy strany, prince Pavla Jugoslávského, je Dimitrij členem kadetské větve rodu Karađorđevićů. Je vnukem prince Alexandra Srbského, který vládl v letech 1842 až 1858. Prostřednictvím svého otce je Dimitrij potomkem králů Jiřího I. Řeckého, Alexandra II. Ruského a Kristiána IX. Dánského.
Princezna Olga byla sestrou princezny Mariny, která se provdala za prince Jiřího, vévodu z Kentu (strýce královny Alžběty II.). Olga a Marina byly také z otcovy strany sestřenicemi vévody z Edinburghu, manžela královny Alžběty II. Byli také příbuzné s bratry princem Mikulášem Řeckým a Dánským a princem Ondřejem Řeckým a Dánským.
Prostřednictvím své babičky z matčiny strany, Marie Josefy Belgické, je bratrancem z druhého kolene krále Filipa Belgického a velkovévody Jindřicha Lucemburského a bratrancem z třetího kolena vévody Františka Bavorského.  Jeho matka byla prostřednictvím svého otce, Umberta II. Italského, sestřenicí bývalého cara Simeona II. Bulharského. Prostřednictvím své matky je Dimitrij potomkem králů Viktora Emanuela III. Italského, Alberta I. Belgického, Nikoly I. Černohorského a Michala I. Portugalského.

### Vývod z předků
|                       |                              |  |            |                                      |  |  |  |  |  |  |  | Alexandr Karađorđević |
|                       |                              |  |            |                                      |  |  |  |  |  |  |  |                       |
|                       | Arsen Karađorđević           |  |            |                                      |  |  |  |  |  |  |  |                       |
|                       |                              |  |            |                                      |  |  |  |  |  |  |  |                       |
|                       |                              |  |            | Persida Nenadović                    |  |  |  |  |  |  |  |                       |
|                       |                              |  |            |                                      |  |  |  |  |  |  |  |                       |
|                       | Pavel Jugoslávský            |  |            |                                      |  |  |  |  |  |  |  |                       |
|                       |                              |  |            |                                      |  |  |  |  |  |  |  |                       |
|                       |                              |  |            | Pavel Pavlovič Demidov ze San Donata |  |  |  |  |  |  |  |                       |
|                       |                              |  |            |                                      |  |  |  |  |  |  |  |                       |
|                       | Aurora Pavlovna Demidova     |  |            |                                      |  |  |  |  |  |  |  |                       |
|                       |                              |  |            |                                      |  |  |  |  |  |  |  |                       |
|                       |                              |  |            | Jelena Petrovna Trubecká             |  |  |  |  |  |  |  |                       |
|                       |                              |  |            |                                      |  |  |  |  |  |  |  |                       |
|                       | Alexandr Srbský              |  |            |                                      |  |  |  |  |  |  |  |                       |
|                       |                              |  |            |                                      |  |  |  |  |  |  |  |                       |
|                       |                              |  |            | Jiří I. Řecký                        |  |  |  |  |  |  |  |                       |
|                       |                              |  |            |                                      |  |  |  |  |  |  |  |                       |
|                       | Mikuláš Řecký a Dánský       |  |            |                                      |  |  |  |  |  |  |  |                       |
|                       |                              |  |            |                                      |  |  |  |  |  |  |  |                       |
|                       |                              |  |            | Olga Konstantinovna Ruská            |  |  |  |  |  |  |  |                       |
|                       |                              |  |            |                                      |  |  |  |  |  |  |  |                       |
|                       | Olga Řecká a Dánská          |  |            |                                      |  |  |  |  |  |  |  |                       |
|                       |                              |  |            |                                      |  |  |  |  |  |  |  |                       |
|                       |                              |  |            | Vladimír Alexandrovič Ruský          |  |  |  |  |  |  |  |                       |
|                       |                              |  |            |                                      |  |  |  |  |  |  |  |                       |
|                       | Jelena Vladimirovna Ruská    |  |            |                                      |  |  |  |  |  |  |  |                       |
|                       |                              |  |            |                                      |  |  |  |  |  |  |  |                       |
|                       |                              |  |            | Marie Meklenbursko-Zvěřínská         |  |  |  |  |  |  |  |                       |
|                       |                              |  |            |                                      |  |  |  |  |  |  |  |                       |
| Dimitrij Karađorđević |                              |  |            |                                      |  |  |  |  |  |  |  |                       |
|                       |                              |  |            |                                      |  |  |  |  |  |  |  |                       |
|                       |                              |  | Umberto I. |                                      |  |  |  |  |  |  |  |                       |
|                       |                              |  |            |                                      |  |  |  |  |  |  |  |                       |
|                       | Viktor Emanuel III.          |  |            |                                      |  |  |  |  |  |  |  |                       |
|                       |                              |  |            |                                      |  |  |  |  |  |  |  |                       |
|                       |                              |  |            | Markéta Savojská                     |  |  |  |  |  |  |  |                       |
|                       |                              |  |            |                                      |  |  |  |  |  |  |  |                       |
|                       | Umberto II.                  |  |            |                                      |  |  |  |  |  |  |  |                       |
|                       |                              |  |            |                                      |  |  |  |  |  |  |  |                       |
|                       |                              |  |            | Nikola I. Petrović-Njegoš            |  |  |  |  |  |  |  |                       |
|                       |                              |  |            |                                      |  |  |  |  |  |  |  |                       |
|                       | Elena Černohorská            |  |            |                                      |  |  |  |  |  |  |  |                       |
|                       |                              |  |            |                                      |  |  |  |  |  |  |  |                       |
|                       |                              |  |            | Milena Vukotić                       |  |  |  |  |  |  |  |                       |
|                       |                              |  |            |                                      |  |  |  |  |  |  |  |                       |
|                       | Marie Pia Bourbonsko-Parmská |  |            |                                      |  |  |  |  |  |  |  |                       |
|                       |                              |  |            |                                      |  |  |  |  |  |  |  |                       |
|                       |                              |  |            | Filip Belgický                       |  |  |  |  |  |  |  |                       |
|                       |                              |  |            |                                      |  |  |  |  |  |  |  |                       |
|                       | Albert I. Belgický           |  |            |                                      |  |  |  |  |  |  |  |                       |
|                       |                              |  |            |                                      |  |  |  |  |  |  |  |                       |
|                       |                              |  |            | Marie Luisa Hohenzollernská          |  |  |  |  |  |  |  |                       |
|                       |                              |  |            |                                      |  |  |  |  |  |  |  |                       |
|                       | Marie Josefa Belgická        |  |            |                                      |  |  |  |  |  |  |  |                       |
|                       |                              |  |            |                                      |  |  |  |  |  |  |  |                       |
|                       |                              |  |            | Karel Teodor Bavorský                |  |  |  |  |  |  |  |                       |
|                       |                              |  |            |                                      |  |  |  |  |  |  |  |                       |
|                       | Alžběta Gabriela Bavorská    |  |            |                                      |  |  |  |  |  |  |  |                       |
|                       |                              |  |            |                                      |  |  |  |  |  |  |  |                       |
|                       |                              |  |            | Marie Josefa Portugalská             |  |  |  |  |  |  |  |                       |
|                       |                              |  |            |                                      |  |  |  |  |  |  |  |                       |